# Barbaresco (Italia)
Barbaresco (Barbaresch in piemontese) è un comune italiano di 600 abitanti della provincia di Cuneo in Piemonte, noto per essere luogo di origine e di produzione del vino Barbaresco.
Il comune rientra con l'area del paesaggio vitivinicolo di Langhe-Roero e Monferrato tra i patrimoni dell'umanità.

## Storia
La zona è conosciuta storicamente come barbarica sylva, dove le antiche popolazioni celtiche si ritiravano in adorazione del dio Tanaro. Si crede che questa zona sia stato il luogo di nascita dell'imperatore romano Elvio Pertinace, anche se sono decine i paesi che si contendono tale nobile nascita.
Il 22 maggio 2014 è stata anche sede della partenza della cronometro Barbaresco - Barolo, dodicesima tappa del Giro d'Italia 2014, dove il colombiano Rigoberto Urán si è aggiudicato la tappa e anche la maglia rosa.
Il 22 giugno 2014 il comune è stato inserito nella lista dei beni del Patrimonio dell'Umanità, in quanto fa parte del sito Unesco che comprende alcuni dei comuni più caratteristici di Langhe, Roero e Monferrato.

### Simboli
Lo stemma e il gonfalone del Comune di Barbaresco sono stati concessi con decreto del presidente della Repubblica dell'11 aprile 1985. 
Lo stemma raffigura, su sfondo dorato, un torrione d'azzurro, merlato alla guelfa e munito di una torre quadrata dello stesso, con merlatura guelfa; l'edificio è semicircondato da una bassa cinta muraria, azzurra. Lo scudo è accompagnato dal motto De Barbarisco turris et arx.
Il gonfalone è un drappo partito di giallo e di azzurro.

## Monumenti e luoghi d'interesse
- Castello di Barbaresco
- Torre di Barbaresco

## Società

### Evoluzione demografica
Dagli anni trenta ai sessanta si è verificato, come altrove in Italia, lo spopolamento delle campagne che ha visto decine di barbareschesi lasciare la propria terra per dirigersi in prevalenza a Torino e nella riviera ligure. Successivamente alla contenuta immigrazione dall'Italia meridionale, negli ultimi anni Barbaresco ospita circa una sessantina di extracomunitari provenienti dall'Europa Orientale che lavorano come manodopera nelle aziende agricole.
Abitanti censiti

### Etnie e minoranze straniere
Secondo i dati Istat al 31 dicembre 2017, i cittadini stranieri residenti a Barbaresco sono 86, così suddivisi per nazionalità, elencando per le presenze più significative:
1. Repubblica di Macedonia, 35
2. Romania, 23

## Economia
Quasi tutti i residenti si dedicano alla viticoltura come soci della cantina sociale o con cantine a gestione familiare o con attività collegate. Il Barbaresco DOCG è commercializzato a livello internazionale tra i vini più pregiati.
Le due principali aziende vinicole locali sono Gaja e I Produttori del Barbaresco. Data l'importanza del prodotto l'ottocentesca chiesa sconsacrata di San Donato è stata restaurata e adattata ad enoteca regionale.

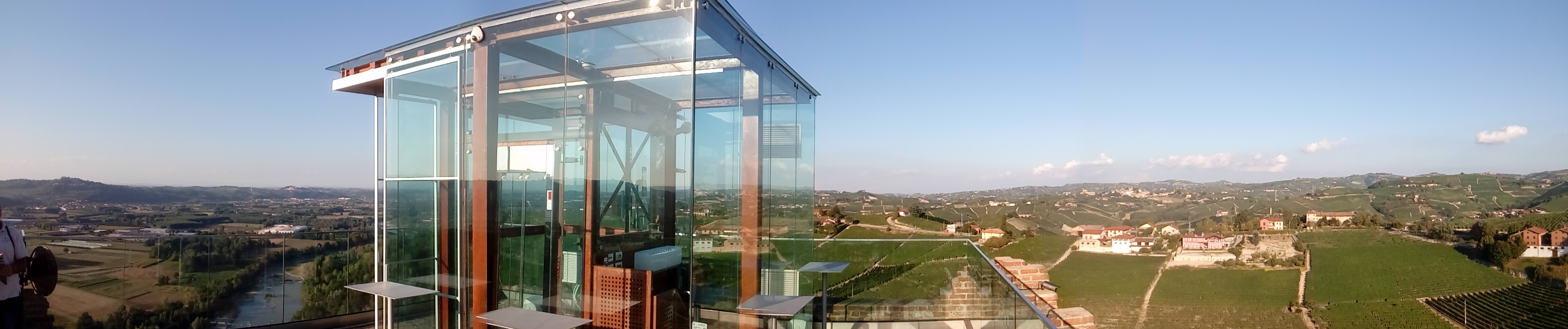
Barbaresco, panorama dalla torre medioevale su Langhe e Roero

## Amministrazione
| Periodo        | Periodo        | Primo cittadino    | Partito      | Carica  | Note   |
| -------------- | -------------- | ------------------ | ------------ | ------- | ------ |
| 14 maggio 2001 | 30 maggio 2006 | Giancarlo Montaldo | Lista civica | Sindaco | [ 10 ] |
| 29 maggio 2006 | 16 maggio 2011 | Alberto Bianco     | Lista civica | Sindaco | [ 11 ] |
| 16 maggio 2011 | 5 giugno 2016  | Alberto Bianco     | Lista civica | Sindaco | [ 12 ] |
| 5 giugno 2016  | 4 ottobre 2021 | Mario Zoppi        | Lista civica | Sindaco |        |
| 4 ottobre 2021 | in carica      | Mario Zoppi        | Lista civica | Sindaco | [ 13 ] |